# HD149066
HD149066 — хімічно пекулярна зоря спектрального класу A4, що має видиму зоряну величину в смузі V приблизно  8,1.
Вона  розташована на відстані близько 424,1 світлових років від Сонця.